# East Grinstead Hockey Club

EGHC-Logo

Der East Grinstead Hockey Club ist ein englischer Hockey-Verein aus dem in West Sussex gelegenen East Grinstead. Der in Blau und Weiß spielende Club wurde bereits 1897 gegründet und fusionierte 2005 auch formell mit dem East Grinstead Ladies Hockey Club, nachdem beide Vereine bereits seit 1989 zusammen die Hockeyplätze des East Grinstead Sports Club in Saint Hill nutzten. Dort stehen ein wasserbesprengter und ein sandverfüllter Kunstrasen zur Verfügung.
Die erste Mannschaft der Herren errang in der Saison 2008/2009 erstmals den Meistertitel in der England Hockey League und erreichten in der Euro Hockey League nach Vorrundensiege gegen die Waterloo Ducks aus Belgien und Kelburne HC aus Schottland das Achtelfinale. Dort konnte der französische Vertreter Saint-Germain-en-Laye HC  3:2 bezwungen werden. Im Viertelfinale wurde das Team von Spielertrainer Mark Pearn vom mehrfachen Europapokalsieger HC Bloemendaal 3:2 geschlagen. Es bestehen vier weitere Herrenmannschaften sowie mehrere Veteranenteams. Die erste Mannschaft der Damen spielt in der Saison 2008/2009 in der unterklassigen Sussex Ladies League und belegten dort den zweiten Platz. Insgesamt existieren fünf Damenmannschaften.
Erfolge Herren
| Europapokalbilanz Herren Feld |                    |        |       |             |
| Jahr                          | Wettbewerb         | Niveau | Platz | Ort         |
| 2009                          | Euro Hockey League | 1      | VF    | Hamburg     |
| 2010                          | Euro Hockey League | 1      | AF    | Rotterdam   |
| 2011                          | Euro Hockey League | 1      | AF    | Bloemendaal |
| 2012                          | Euro Hockey League | 1      | VF    | Rotterdam   |
| 2013                          | Euro Hockey League | 1      | AF    | Amsterdam   |
| 2015                          | Euro Hockey League | 1      | VR 24 | Barcelona   |
| 2016                          | Euro Hockey League | 1      | VR 24 | Hamburg     |

- Meister England Hockey League 2009, 2010
- Vizemeister England Hockey League 2008, 2011, 2012, 2014, 2015
- National Indoor League Champions 2007, 2008, 2009
- National Indoor Finals Champions 2006, 2009
- England Hockey Cup Finalist 2006, 2007